# Горно-Козарево
Горно-Козарево (болг. Горно Козарево) — село в Болгарии. Находится в Тырговиштской области, входит в общину Омуртаг. Население составляет 229 человек (2022).

## Политическая ситуация
В местном кметстве Горно-Козарево, в состав которого входит Горно-Козарево, должность кмета (старосты) исполняет Бехчет Еюбов Ахмедов (Движение за права и свободы (ДПС)) по результатам выборов.
Кмет (мэр) общины Омуртаг — Неждет Джевдет Шабан Движение за права и свободы (ДПС)) по результатам выборов.